# Bojcza (herb szlachecki)

Herb Bojcza

Bojcza (Boycza, Modzel, Modzele, Modzelie, Piaseczna, Piasnicza, błędnie – Świeńczyc) – polski herb szlachecki, używany przez kilka rodzin. Herb w średniowieczu był nazywany i barwiony inaczej niż w czasach późniejszych.

## Opis herbu
Opis z wykorzystaniem zasad blazonowania, zaproponowanych przez Alfreda Znamierowskiego:
W polu czerwonym potrójny krzyż złoty.
W klejnocie trzy pióra strusie.
Wersja pierwotna, średniowieczna, miała krzyż srebrny, klejnot nieznany.

## Historia

### Najwcześniejsze wzmianki
Brak pieczęci z tym herbem. Pierwszy znany zapis sądowy z 1453 roku (Mazowieckie zapiski herbowe jako Modzele i Pyasseczna).

### Ewolucja wizerunku
Tylko dwa źródła średniowieczne zawierają wizerunki bądź opis tego herbu. W Stemmata polonica oraz w Klejnotach Długosza herb ma pole błękitne. Stemmata dodatkowo opisują barwę krzyża jako srebrną.
Średniowieczne barwy herbu utrzymały się także w przekazach XVI-wiecznych. Tak odtwarzali herb: Kamyn w kontynuacji Klejnotów Długosza, Ambroży z Nysy i Bartosz Paprocki w Herbach rycerstwa polskiego oraz Gnieździe cnoty.
Herbarze XVII-wieczne wprowadziły nowy element w postaci klejnotu – trzech piór strusich. Barwy nadal nie uległy zmianie. Tak opisują herb Bojcza herbarze: Kleynoty... J. A. Gorczyna (1630), Orbis Poloni Szymona Okolskiego (1641). Natomiast Poczet herbów... Wacława Potockiego (1696) nie opisał barw.
Jeszcze na początku XVIII wieku, barwy herbu przekazywano jako pole błękitne i godło srebrne. Tak jest w herbarzyku Antoniego Swacha (1705). Dopiero Kasper Niesiecki wprowadził nowość w postaci czerwonego pola herbu i złotego godła. Nieznana jest przyczyna tej zmiany, Niesiecki powołuje się tutaj na Gniazdo cnoty Paprockiego, mimo iż przekazuje ono przecież pole błękitne i krzyż srebrny. Autor zna też i ten wariant barwny, przypisując go Okolskiemu. Mimo iż Niesiecki nie zajął stanowiska jakie właściwie powinny być barwy herbu, układ czerwień-złoto będzie odtąd powielany aż do współczesności.
Czerwone pole i złote godło dał Nikołaj Pawliszczew (1853), ale Aleksandr Łakijer w Heraldyce rosyjskiej (1854) podał dwie wersje barwne. Juliusz Karol Ostrowski, autor Księgi herbowej rodów polskich (1897 – 1906) podaje herb jak u Pawliszczewa.
Opinię Ostrowskiego podzielają heraldycy XX-wieczni: Emilian Szeliga-Żernicki w Die polnischen Stammwappen (1904) i Zbigniew Leszczyc w Herbach szlachty polskiej (1908).
Opracowania współczesne, jak Herbarz polski od średniowiecza do XX wieku Tadeusza Gajla i Herbarz rodowy Alfreda Znamierowskiego, wobec rozbieżności w historycznych przekazach, nie zajmują wspólnego stanowiska na temat barw herbu. Tadeusz Gajl podaje obie wersje jako osobne herby (Bojcza i Modzela). Alfred Znamierowski natomiast wersję średniowieczną opisuje słownie.

### Legenda herbowa
Nie została sformułowana żadna konkretna legenda na temat genezy tego herbu. Kasper Niesiecki pisze:

(...) żaden, okazyi, zkądby był nadany, nie namienił to się jednak zda coś do podobieństwa, że za Marsowe jakieś dzieło, i stąd Boycza od Boju konferowany. Niektórzy tego są zdania, że Pilarczykowi któremuś pierwszemu pozwolono go, a do pół trzecia krzyża połowę przydawszy, trzy spełna krzyże uformowano.

## Etymologia
Józef Szymański podaje, że Modzele (Modzelie) to nazwa imionowa, mająca odniesienie w nazwie osobowej, choć nie wyklucza też, że nazwa pochodzi od przezwiska modzel, oznaczającego odcisk, nagniotek. Piaseczna to według Szymańskiego nazwa przezwiskowa od piaseczna, piaszczysta, znajdująca się w piasku.
Bojcza miała być wedle Szymańskiego pierwotnie nazwą innego herbu, z podwójnym krzyżem (zapisywaną w średniowieczu Buńcza, Bujne). Nazwy tej miał omyłkowo użyć w stosunku do Modzeli Paprocki w Herbach (w Gnieździe nazwa jest prawidłowa). Od czasów Herbów, nazwa Bojcza przyjęła się jako główna nazwa omawianego herbu.

## Herbowni
Lista sporządzona została na podstawie wiarygodnych źródeł, zwłaszcza klasycznych i współczesnych herbarzy. Należy jednak zwrócić uwagę na częste zjawisko przypisywania rodom szlacheckim niewłaściwych herbów, szczególnie nasilone w czasie legitymacji szlachectwa przed zaborczymi heroldiami, co zostało następnie utrwalone w wydawanych kolejno herbarzach. Identyczność nazwiska nie musi oznaczać przynależności do danego rodu herbowego. Przynależność taką mogą bezspornie ustalić wyłącznie badania genealogiczne.
Pełna lista herbownych nie jest dziś możliwa do odtworzenia, także ze względu na zniszczenie i zaginięcie wielu akt i dokumentów w czasie II wojny światowej (m.in. w czasie powstania warszawskiego w 1944 spłonęło ponad 90% zasobu Archiwum Głównego w Warszawie, gdzie przechowywana była większość dokumentów staropolskich). Lista nazwisk znajdująca się w artykule pochodzi z Herbarza polskiego Tadeusza Gajla. Jest to dotychczas najpełniejsza lista herbownych, uzupełniana ciągle przez autora przy kolejnych wydaniach Herbarza. Występowanie na liście nazwiska nie musi oznaczać, że konkretna rodzina pieczętowała się herbem Bojcza. Często te same nazwiska są własnością wielu rodzin reprezentujących wszystkie stany dawnej Rzeczypospolitej, tj. chłopów, mieszczan, szlachtę.

### Herbowani według Gajla
Tadeusz Gajl wymienia następujące nazwiska:
Babiński, Borawski, Bucki, Czochański, Czuchański, Dąbrowski, Drozdowski, Klepacki, Leśniewski, Leśniowski, Modzela, Modzelewski, Rakowski, Rekowski, Rybałtowski, Twarowski, Zakliczewski.